# Henrique Campos
Henrique Xavier de Oliveira Campos (* 9. Februar 1909 in Santarém; † 18. Dezember 1983 in Lissabon) war ein portugiesischer Schauspieler und Filmregisseur.

## Leben
Schon als Schüler spielte er Theater und leitete als Gymnasiast die Theatergruppe seines katholischen Gemeindevereins. 1931 kam er nach Lissabon und konnte im Stück Um Bragança (von Vasco Mendonça Alves) sein Bühnendebüt als professioneller Schauspieler feiern, bei der Theatergruppe Companhia de Alves da Cunha, am Politeama-Theater. Es folgten weitere Rollen am Teatro Politeama und später am Teatro Avenida. 1938 spielte er erstmals in einem Kinofilm, in Os Fidalgos da Casa Mourisca des ehemaligen UFA-Schauspielers Arthur Duarte. Fasziniert vom Kino, ging er nach Spanien, um u. a. bei den Regisseuren Benito Perojo und Florián Rey zu assistieren. Im Anschluss kehrte er nach Portugal zurück, um seinen ersten Film als Regisseur zu drehen. Die Dreharbeiten zu Um Homem no Ribatejo („Ein Mann im Ribatejo“) begannen 1943, und nach einigen Schwierigkeiten hatte er 1946 Premiere (im Teatro Politeama).
Es folgten eine Reihe Filme, die sich dem folkloristischen Ribatejo, den Komödien im Stile der portugiesischen Kassenschlager der 30er und 40er Jahre (Comédia portuguesa), und anderen Spielarten des Unterhaltungsfilms widmeten. Sein Film O Homem do Dia („Der Mann des Tages“) von 1958, über den damals populären Radsportler Alves Barbosa, war der erste portugiesische Film in Cinemascope.
Er widmete sich weiter dem kommerziellen Unterhaltungsfilm, doch das Ende der Hochphase des portugiesischen Films und stetig sinkende Besucherzahlen schränkten seine Möglichkeiten zunehmend ein. Nach der Nelkenrevolution 1974 siedelte er in die USA über und betätigte sich dort vor allem als Produzent, ohne größere Erfolge zu erlangen. Seine letzte Projekt-Idee, einen Film über die portugiesische Einwanderung in die USA zu machen, konnte er nicht mehr realisieren.

## Filmografie

### Regie

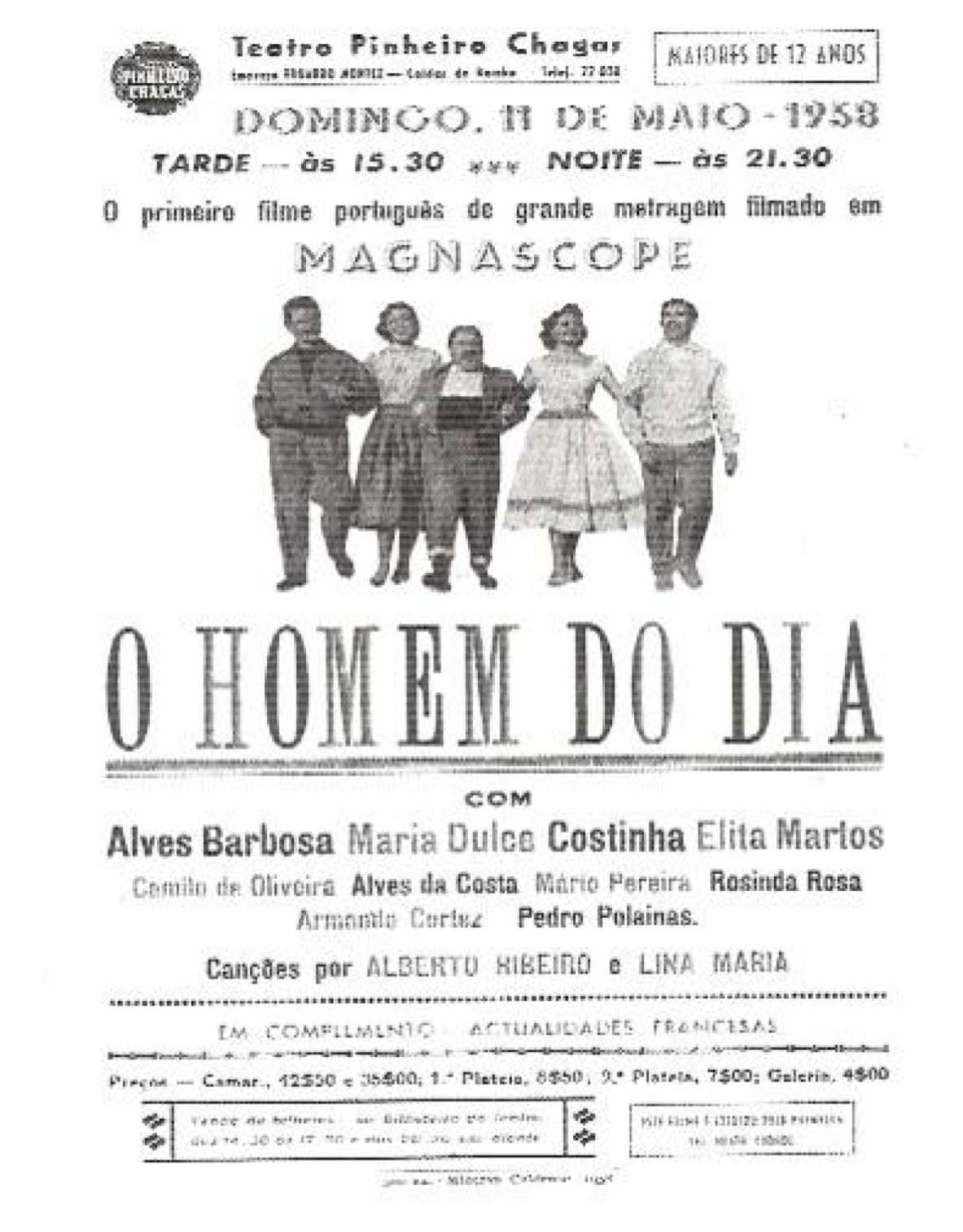
Filmplakat O Homem do Dia (1958)

- 1946: Um Hohem do Ribatejo
- 1947: Reina santa
- 1949: Campões do Mundo
- 1949: Ribatejo
- 1949: Rainha Santa
- 1950: Catraia do Porto
- 1950: Candeeiro da Esquina
- 1950: Canção Serrana
- 1950: Cantiga da Rua
- 1950: Canção Fadista
- 1953: Duas Causas
- 1953: Rosa de Alfama
- 1954: Quando o Mar Galgou a Terra
- 1957: Perdez-se um Marido
- 1958: O Homem do Dia
- 1959: A Luz Vem do Alto
- 1962: Férias... Num Lugar ao Sol
- 1964: Pão, Amor e... Totobola
- 1964: A Canção da Saudade
- 1968: Estrada da Vida
- 1969: O Ladrão de Quem se Fala
- 1970: O Destino Marca a Hora
- 1970: A Maluquinha da Arroios
- 1972: Os Touros de Mary Foster
- 1978: It Happened in Hollywood

### Drehbuch
- 1959: Ribatejo
- 1959: A Luz Vem do Alto
- 1964: Los gatos negros
- 1969: O Ladrão de Quem se Fala
- 1971: La araucana (dt. Titel „Der Conquistador“ und auch „Legionen des Todes“)

### Darsteller
- 1938: Os Fidalgos da Casa Mourisca
- 1940: Pão Nosso
- 1953: Rosa de Alfama